# (78310) Spoto
(78310) Spoto est un astéroïde de la ceinture principale.

## Description
(78310) Spoto est un astéroïde de la ceinture principale. Il fut découvert le 5 août 2002 à Campo Imperatore par le projet CINEOS. Il présente une orbite caractérisée par un demi-grand axe de 2,46 UA, une excentricité de 0,13 et une inclinaison de 5,4° par rapport à l'écliptique.

## Compléments